# Automolis noctis
Automolis noctis là một loài bướm đêm thuộc phân họ Arctiinae, họ Erebidae.